# Terreur à l'hôpital central
Pour plus de détails, voir Fiche technique et Distribution.
Terreur à l'hôpital central  (Visiting Hours) est un film canadien réalisé par  Jean-Claude Lord, sorti en 1982

## Synopsis
Une journaliste qui aborde des sujets épineux à la télévision parvient à s'attirer les foudres d'un psychopathe qui l'agresse un soir alors qu'elle rentre chez elle. Transportée d'urgence à l'hôpital, elle survit mais l'homme tente de la retrouver parmi les patients et le personnel de la clinique, semant la mort au passage...

## Fiche technique
- Titre : Terreur à l'hôpital central
- Titre original : Visiting Hours
- Réalisation : Jean-Claude Lord
- Scénarios :  Brian Taggert
- Société de production : Canadian Film Development Corporation
- Musique :
- Pays d'origine : Canada
- Lieu de tournage : Montréal,  Québec,  Canada
- Langue : anglais
- Genre : Horreur
- Durée : 103 minutes
- Date de sortie : 
  -  Canada : 21 mai 1982
  -  France : 30 juin 1982[1]
- Classification :
  - France : film interdit aux moins de 16 ans lors de sa sortie.

## Distribution
- Michael Ironside (VF : Marc de Georgi) : Colt Hawker
- Lee Grant (VF : Arlette Thomas) : Deborah Ballin
- Linda Purl (VF : Céline Monsarrat) : Sheila Munroe
- William Shatner (VF : Pierre Hatet) : Gary Baylor
- Michael J. Reynolds (VF : Marc Cassot) : Maître Porter Halstrom
- Harvey Atkin (VF : William Sabatier) : Vincent « Vinnie » Bradshaw
- Richard Comar (VF : Georges Poujouly) : le second médecin urgentiste
- Debra Kirschenbaum (VF : Françoise Dasque) : Connie Wexler
- Lenore Zann (VF : Sylvie Feit) : Lisa
- Kali Fischer (VF : Jackie Berger) : Brigitte
- Katherine Trovel (VF : Claude Chantal) : la journaliste